# Manas (filosofie)
Manas (denken, verstand, 'mind') is een woord in het Sanskriet waarmee in de Sankhya filosofie een tattva (categorie, principe) wordt aangeduid. Met de 25 tattva's is alles wat bestaat in de kosmos benoemd, van purusha (geest, ziel) en prakriti (stof, natuur, oer-materie) tot de grove mahabhuta's (elementen).

## Oorsprong
Manas is een 'orgaan', dat samen met de tien indriya's (zinnen) en de tanmatra's (subtiele elementen, elementen van elementen) ontstaan is uit ahamkára (eigenwaan, 'ik-beginsel' of 'ik-besef'). Ahamkára komt van buddhi (intellect, rede), dan wel van mahat (buddhi of de oorsprong van buddhi). 
Alles wat prakriti of haar gevolg is wordt beïnvloed door de drie guna's (sattva, goed; rajas, werkzaam, tamas, duister). Zo zou ahamkára van 'mahat tamas' komen, het 'duistere' deel van mahat. Mahat komt van prakriti. En prakriti is eeuwig en alomtegenwoordig, net als purusha. Volgens de commentator van de Sankhya Pravachana komt van ahamkára onder invloed van 'sattvaguna' manas; van 'rajoguna' komen de indriya's (zinnen); van tamoguna komen de tanmatra's (subtiele of rudimentaire elementen). Volgens Gaurapada, de commentator van de Samkhya karika van Iswara Krishna, komen de elf organen (manas en de indriya's) van vaikrita (ahamkara onder sattvaguna) en de tanmatra's van bhutadi (ahamkara onder tamoguna), maar is voor hun ontstaan de werking van rajas nodig.

## Innerlijk orgaan
Manas wordt met buddhi en ahamkára tot het antahkarana (innerlijk orgaan) gerekend. Als er onderscheid wordt gemaakt tussen buddhi en mahat en buddhi uit 'mahat rajas' en ahamkára uit 'mahat tamas' ontstaan zouden zijn, dan wordt er rekening gehouden met citta (denkstof) als vierde anga (lid) van anthakarana (antahkarana chatustaya, viervoudig innerlijk orgaan). Want citta zou uit mahat sattva zijn ontstaan.

## Locatie
De citta en ahamkára bevinden zich in het anandamaya kosha (zaligheidsomhulsel) in het hart, terwijl manas en buddhi in brahmarandhra verblijven, in de kruin van het hoofd. Brahmarandhra wordt ook sahasrara (de duizendbladige lotus) of de 'tiende poort' genoemd.

## Omhulsel
De kosha (omhulsel of lichaam) van manas is manomaya kosha (denkomhulsel), dat van buddhi is vijnanamaya kosha (intellectomhulsel). Ze vormen het 'astraallichaam' of 'linga sarira' (subtiel lichaam), dat zich in brahmarandhra bevindt.

## Werking
Manas is de 'Heer der zinnen' (indriya's). Manas 'geeft en neemt' en zet de zintuigen aan tot handelen. Manas is zelf zowel een orgaan van waarneming als van actie. Manas is vooral 'snel' (als de tijd).   
- Door manas werken de jnanendriya's (zintuigen van kennisopname: ogen, oren, neus, tong, huid) en de karmendriya's (motorische organen van handeling: spraakorgaan, handen, voeten, voortplantingsorgaan, orgaan van excretie).
- Door manas kan buddhi (het intellect) redeneren en analyseren.
- Door manas kunnen de prana's 'leven ingieten'.
- Door manas kan het grofstoffelijke lichaam zijn 'grove activiteiten' verrichten.

Manas straalt en de stralen bereiken de citta in het hart. De citta is de 'schoot' van de inwonende ziel, de jivatman (chiti). In de citta zijn samskara's (indrukken, van de ziel) aanwezig, die als 'zaden' opkomen en door manas' stralen worden opgenomen. Manas stuurt die indrukken door naar buddhi (het intellect). Buddhi vertaalt de samskara's van citta tot grove indrukken, die via manas de zinnen 'genot' bezorgen. 
De zinnen (zintuigen, vijf kennisorganen en vijf handelingsorganen), het grofstoffelijk lichaam (annamaya kosha) en de vitale prana's (pranamaya kosha) geven ook voortdurend indrukken door aan manas, die ze doorstuurt naar buddhi. Buddhi analyseert deze kennis en waarneming en stuurt 'subtiele impressies' naar de individuele ziel in het hart.  
Door de guna's veranderen de vorm en kleur van manas. Onder sattva is manas als 'kalm maanlicht', vooral als de zintuigen worden teruggetrokken (pratyahara); onder rajas kan manas rood of rookkleurig worden; onder tamas (in de vorm van angst of vrees) krimpt het denken samen, wordt onzuiver en 'verschrompelt'.

## Theosofie
In de theosofie van Helena Blavatsky (1831-1891) geldt manas als een van de zeven 'beginselen' in de mens. Er is sprake van een 'hoger manas' (dat naar buddhi en atman streeft) en een 'lager manas' ('kama manas', begeertedenken) dat tot de lagere beginselen wordt aangetrokken. 
De manasaputra (zoon van manas, agnishwatta, 'vuur of zonnevoorouder') is als middelaar tussen stof en geest, verantwoordelijk voor het 'geestelijke vuur' (de ziel) in de mens. De 'maanvoorouders' zijn verantwoordelijk voor de ontwikkeling van de lagere beginselen in de mens, zoals de linga sarira, prana en sthula sarira (grofstoffelijk fysiek lichaam). De mens kreeg pas tijdens het 'derde wortelras' ('Lemuriërs') deze 'vonk' of bezieling. Volgens de theosofie leven we nu in de periode van het 'vijfde wortelras' en zullen er tijdens deze (vierde) 'Ronde' nog twee wortelrassen volgen.